# Mafalda (strip)
Mafalda is de naam van een door de Argentijnse schrijver en tekenaar Quino (Joaquín Salvador Lavado) geschreven stripreeks, voor het eerst in 1964 gepubliceerd. De boeken van Mafalda zijn zeer geliefd in Latijns-Amerika en Spanje.
De hoofdpersoon, Mafalda, is een meisje dat zich buitengewoon zorgen maakt over de mensheid en wereldvrede. De stripverhalen van Mafalda werden tussen 1964 en 1973 in Argentijnse kranten gepubliceerd. Zij waren niet alleen populair in Argentinië maar in het hele Latijns-Amerika en in Spanje ook. Mafalda is vertaald naar meer dan dertig verschillende talen.

## Karakters

### Mafalda
Mafalda komt uit een Argentijnse middenklasse familie. In het begin van het verhaal is ze vijf jaar en gaat in de basisschool beginnen. Zij heeft een volwassen karakter, een beetje dromerig en met diepe overtuigingen. Maar zij blijft toch een kind want zij houdt van pannenkoeken, en haat soep.
Mafalda is op 15 maart 1962 geboren een verscheen voor het eerst op 29 september 1964.

### Papá (Papa)
Papa werkt bij een verzekeringsmaatschappij vóór het computertijdperk. In de verhalen wordt zijn echte naam nooit genoemd. Hij houdt van kamerplanten.
Papa verscheen voor het eerst op 29 september 1964.

### Mamá (Mama)
Mama is een typische middenklasse huisvrouw uit de jaren zestig. Zij kookt, maakt schoon, strijkt en doet boodschappen, maar rijdt geen auto. Ze is afgestudeerd op het conservatorium, maar toen zij trouwde verloor ze de kans om een professionele pianospeler te kunnen worden. Haar echte naam is Raquel.
Mama verscheen voor het eerst op 6 oktober 1964.

### Felipe
Felipe is een fantasierijk jongetje dat een goede vriend is van Mafalda. Felipe maakt zich altijd zorgen over zijn huiswerk want hij besteedt er nooit voldoende aandacht aan. Ondanks het feit dat hij één jaar ouder is, is hij kinderlijker dan Mafalda, en houdt van stripverhaaltjes zoals The Lone Ranger. Hij houdt ook van schaken, The Beatles en ook van een meisje dat Muriel heet. Muriel merkt echter nooit dat hij naar haar kijkt.
Felipe verscheen voor het eerst op 19 januari 1965.

### Manolito
Manolito is vriend van Mafalda, Susanita en Miguelito. Hij is de zoon van de vanuit Spanje geëmigreerde eigenaar van de winkel Almacén Don Manolo. Hij heeft een vierkant hoofd, kort haar, en ziet er als zijn vader uit, maar dan zonder baard.
Manolito houdt er wat kapitalistische ideeën op na en heeft plezier om de hoge Argentijnse inflatie van die tijd. Hij haat The Beatles en de jaren-60-cultuur in het algemeen. Hij haat ook alle concurrentie van andere winkels. Zijn grootste dromen zijn zijn eigen supermarktketen ("Manolo's") te kunnen hebben en David Rockefeller te kunnen kennen.
Manolito verscheen voor het eerst op 29 maart 1965.

### Susanita
Susanita speelt een klassieke vrouwelijke rol. Haar enige droom is te trouwen en moeder te kunnen worden. Volgens Susanita is kinderen krijgen het futurum exactum (Spaans: futuro perfecto, perfecte toekomst dus) van het werkwoord houden van. Haar conservatieve ideeën zijn het tegenovergestelde van die van Mafalda, die gelijkheid tussen mannen en vrouwen sterk verdedigt.
Door haar roddel, irriteert Susanita haar vrienden. Zij mist niets dat in de wijk gebeurt, en vertelt alles. Zij haat Manolito en houdt van Felipe, maar helaas houdt Felipe niet van haar.
Susanita verscheen voor het eerst op 6 juni 1965.

### Miguelito
Miguelito is het naïefst van het groepje vrienden, en ook het meest egocentrisch. Vanwege zijn opa, die Mussolini volgde, krijgt Miguelito wat autoritaire en wrede ideeën. Toen Mafalda merkte dat de wereld te vol was, stelde hij als oplossing een hagelgeweer voor.
Zijn haar lijkt een grote omgekeerde krop sla. Zijn grootste wens is dat zijn moeder hem geen standje meer geeft. Dat gaat niet lukken want hij vergeet altijd zijn pantoffels te gebruiken om de parketvloer niet te beschadigen.
Miguelito verscheen voor het eerst in 1966, op het strand met Mafalda.

### Guille (Willempje)
Guille is het broertje van Mafalda, een peutertje met een extreem korte buis. Hij werd zeer boos toen een wolk de zon durfde te bedekken. Hij is een klein beetje verliefd op Brigitte Bardot.
Tijdens de staatsgreep van Juan Carlos Onganía in 1966, werd mama zwanger. Vanwege het sluiten van krant El Mundo werd de zwangerschap wat verlengd, en uiteindelijk werd Guillermina op 21 maart 1968 geboren. Z verscheen voor het eerst op 2 juni 1968.

### Libertad (Vrijheid)
Libertad is een piepklein meisje (nog kleiner dan Guille). Zij is de enige in de groep die nog ruimdenkender is dan Mafalda, wat in contrast staat tot het conservatisme van Manolito en Susanita.
Libertad is een idealiste die een soort sociale revolutie wil om haar land te kunnen verbeteren. Haar moeder werkt als vertaler Frans en haar vader werkt bij een door haar genoemd "minderwaardig kioskje".
Libertad verscheen voor het eerst op 15 februari 1970.

### Burocracia (Bureaucratie)
Burocracia is de Landschildpadmascotte van Mafalda en Guille, zogenaamd vanwege zijn extreme traagheid. Hij haat soep zoals Mafalda en rent alleen om aan soep te kunnen ontsnappen.
Burocracia verscheen voor het eerst in 1970.

## Publicaties
- Mafalda, Editorial Jorge Álvarez, (1966)
- Así es la cosa, Mafalda (Zo is het, Mafalda), Editorial Jorge Álvarez, (1967)
- Mafalda 3, Editorial Jorge Álvarez, (1968)
- Mafalda 4, Editorial Jorge Álvarez, (1968)
- Mafalda 5, Editorial Jorge Álvarez, (1969)
- Mafalda 1, Ediciones de la Flor
- Mafalda 2, Ediciones de la Flor
- Mafalda 3, Ediciones de la Flor
- Mafalda 4, Ediciones de la Flor
- Mafalda 5, Ediciones de la Flor
- Mafalda 6, Ediciones de la Flor, (1970)
- Mafalda 7, Ediciones de la Flor, (1971)
- Mafalda 8, Ediciones de la Flor, (1972)
- Mafalda 9, Ediciones de la Flor, (1973)
- Mafalda 10, Ediciones de la Flor, (1974)
- Mafalda 1 al 12 (Mafalda 1 t/m 10), Ediciones Nueva Imagen, México, (1977)
- Mafalda 1 al 12 (Mafalda 1 t/m 12), Tusquets Editores México
- Mafalda 0 al 10 (Mafalda 0 t/m 10), Editorial Lumen
- Mafalda Inédita (Ongepubliceerd voor het eerst Mafalda). Sylvina Walger, Ediciones de la Flor, 1989
- Mafalda Inédita. Editorial Lumen
- 10 Años con Mafalda (10 Jaar met Mafalda), Antología realizada por Esteban Busquets, Ediciones de la Flor, (1974). Nota: Mafalda se publicó durante poco menos de 9 años.

Nota: Mafalda is tijdens bijna 9 jaar gepubliceerd.
- 10 Años con Mafalda, Editorial Lumen
- 10 Años con Mafalda, Tusquets Editores México
- Toda Mafalda (De Hele Mafalda), Ediciones de la Flor, (1992)
- Todo Mafalda (Alleen over Mafalda), Editorial Lumen

## Plaza Mafalda
In de wijk Colegiales van Buenos Aires is een plein naar Mafalda genoemd.